# Прийдешньому віку (фільм)
«Прийде́шньому ві́ку» (рос. «Грядущему веку») — російський радянський телевізійний серіал, знятий за однойменним романом Георгія Маркова на кіностудії «Ленфільм» у 1985 році.

## Сюжет
Телесеріал знято, як останню частину трилогії (перші два фільми — «Строгови» та «Сіль землі») про декілька поколінь сибірської родини Строгових.
Події відбуваються у 1980-х роках.
Головний герой фільму — Антон Соболєв, висуванець часів «перебудови», приїздить до Синьогорська, де його обрано на посаду першого секретаря обкому КПРС. Він намагається вивчити проблеми реґіону, простих людей. Пересуваючись громадським транспортом, відвідуючі звичайні магазини, намагається зрозуміти, чого не вистачає людям для нормального життя.
Паралельно у фільмі розвивається й любовна лінія героя, а також його спогади про безчинства італійської мафії.

## Ролі та виконавці
- Юозас Кіселюс — Антон Соболєв, перший секретар обкому партії;
- Олена Проклова — Олена Назарова;
- Гражина Байкштіте — Елеонора;
- Отар Коберідзе — граф Чано;
- Всеволод Шиловський — Альфредо Гратіотті;
- Донатас Баніоніс — Рино Феліче, італійський журналіст;
- Геннадій Воропаєв — Степан Степанович Томилін, другий секретар обкому;
- Світлана Пєнкіна — Віка, секретарка;
- Іван Краско — Михайло Іванович Мохов;
- Юрій Башков — Бєлов;
- Микола Муравйов — Петухов, секретар міськкому;
- Анатолій Дубанов — Карпов;
- Роман Громадський — Дондуков;
- Артем Іноземцев — Петро Петрович Самоваров;
- Володимир Рецептер — Валдіс Карлович Пупче;
- Петро Чернов — Никанор Пилипович Забабурін;
- Всеволод Кузнецов — Ксенофонт Савелійович Теребілін;
- Олексій Миронов — Спиридон Федотович Сорокін;
- Олександр Парра — Віктор Сергійович Бархатов;
- Михайло Глузський — Роман Кузьмич, секретар райкому;
- Валентина Ананьїна — вчителька
- Світлана Старикова — Клавдія Іванівна Дондукова

В епізодах:
- Віра Улик — Роза Гаросса, лікар та інші.